# Dares philippinensis

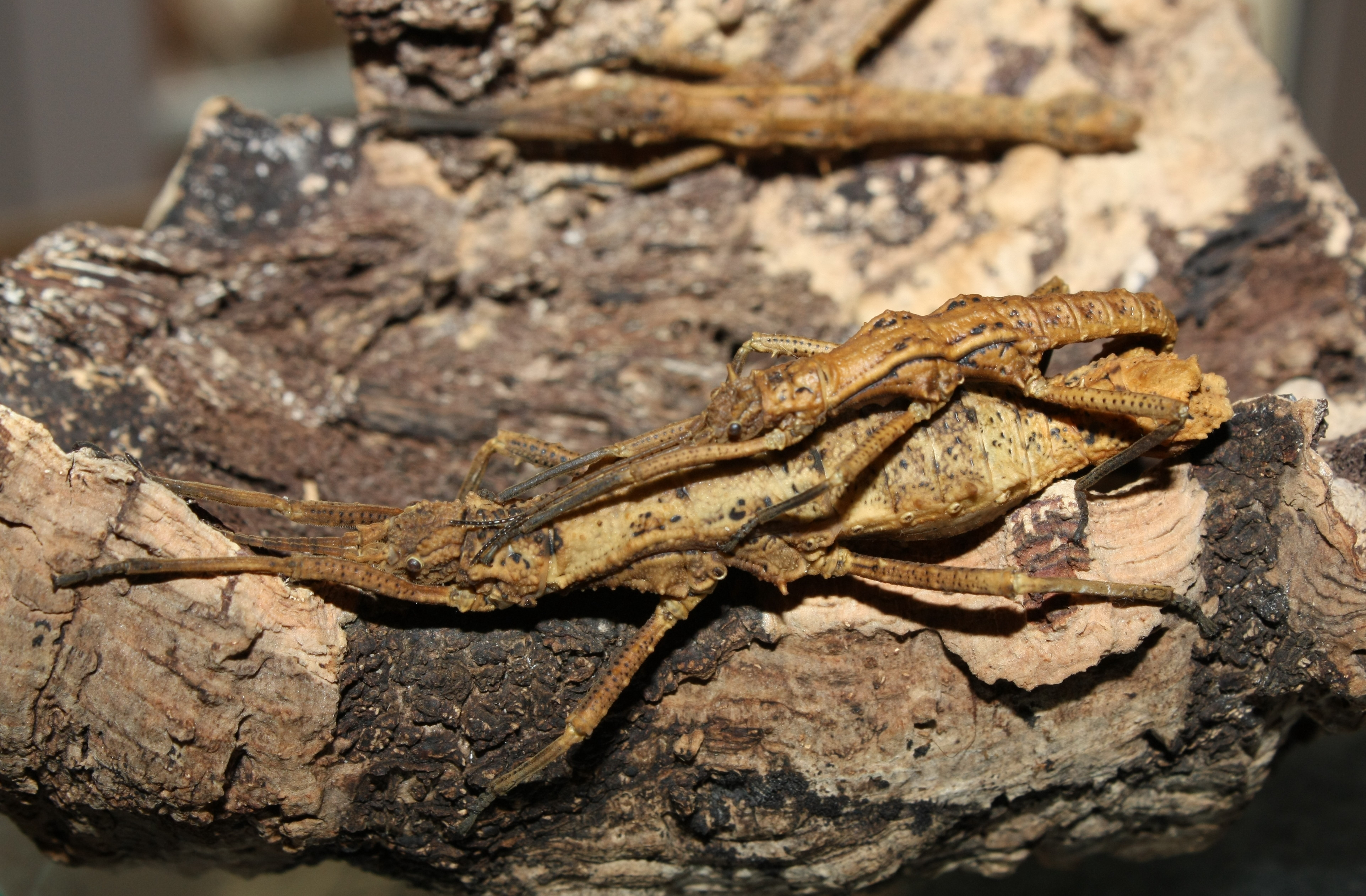
Paarung

Dares philippinensis ist ein Vertreter der zu den Gespenstschrecken zählenden Gattung Dares. Diese Art ist nicht wie die meisten anderen Vertreter der Gattung auf Borneo heimisch, sondern auf der philippinischen Insel Palawan.

## Merkmale
Die in beiden Geschlechtern flügellosen Tiere zeigen den für die Gattung typischen Habitus. Die Fühler bestehen aus 24 Segmenten. Ihr Basalglied (Scapus) ist flach und hat auf der Außenseite ein Zähnchen. Die 4,3 bis 4,5 cm langen Weibchen haben eine von Tuberkeln überzogene Körperoberfläche. Während die meisten anderen Weibchen der Gattung keine Stacheln haben, können sich bei den Weibchen von Dares philippinensis an der breitesten Stelle von Meso- und Metanotum am Seitenrand oft relativ deutliche Stacheln befinden, wobei je ein kurzer Stachel je Segment und Seite ausgebildet wird. In der Draufsicht können so vier Stacheln zu erkennen sein. Die Färbung der Weibchen ist kontrastreicher als die der Männchen. Meist dominiert ein eher helleres Braun, das häufig ins Rötliche abweicht. Daneben gibt es auch dunklere Tiere und solche mit dunkelbraunen Mustern. Das für viele älteren Nymphen der Gattung typisch weiße Fleckenpaar an der Basis des Abdomens ist bei den adulten Weibchen dieser Art oft noch als heller Bereich zu finden. Insgesamt ähneln die Weibchen denen von Dares verrucosus. Dies gilt auch für die 3,4 bis 3,7 cm langen Männchen. Ihre Grundfarbe ist ein meist helles Braun. Schwarze Flecken bzw. Punkte sind insbesondere auf dem hinteren Bereich des Meso- und Metanotums zu finden und können zu Lienen verschmelzen. Außerdem verläuft seitlich meist ein ebenfalls schwarzbrauner durchgehender Strich entlang der Pleuren von Meso- und Metathorax. Auf der Oberseite von Meso- und Metanotum befinden sich keine deutlichen Stacheln. Lediglich seitlich sind an denselben Stellen vier Stacheln zu finden, an denen sie auch bei den Weibchen auftreten können. Außerdem tragen die Männchen auf dem Kopf vier deutliche Stacheln. Die Schienen ihrer Beine sind schwarz gefärbt. Auf der Oberseite des Abdomens befinden sich kleine zum Hinterleibsende größer werdende Fortsätze auf den Segmenten.

## Vorkommen und Lebensweise
Dares philippinensis ist bisher nur auf der philippinischen Insel Palawan gefunden worden.
In ihrer nächtlichen Lebensweise und im Abwehrverhalten ähnelt sie den anderen Dares-Arten. Auch bei Dares philippinensis besteht die Abwehrstrategie in Phytomimese. Diese wird durch Färbung und Körperform, aber auch durch das Verhalten bei Störung (Fallenlassen und Schreckstarre) erreicht. Die im Durchmesser 3,5 mm großen Eier sind fast kugelförmig und dunkelbraun gefärbt mit hellbraunen Punkten und wenigen dicken Borsten. Einer der drei Arme der Mikropylarplatte erreicht den Rand des Deckels, die anderen beiden verlaufen zirkulär um das Ei. Adulte Weibchen legen im Verlauf von 18 Monaten bis zu 120 Eier. Bis zum Schlupf der 11 mm langen Nymphen vergehen etwa 4 Monate. Bis diese adult sind dauert es 12 Monate.

## Entdeckung, Taxonomie und Systematik
Das erste Exemplar der Art, eine weibliche Nymphe, fand R. Rodriguez 1974 auf Palawan. Weitere Tiere, sowohl adulte als auch Nymphen, fand C. L. Chan 1983 ebenfalls auf Palawan in Brooke’s Point. Diese überließ er 1994 Philip E. Bragg, welcher sie als Vertreter einer neuen Art erkannte und 1998 beschrieb. Das von ihm gewählte Artepitheton philippinensis weist auf die Sonderstellung der Art in der Gattung hin, die als bisher einzige philippinische Dares-Art gilt. Außerdem lässt es offen, ob die bisher nur auf Palawan gefundene Art auch auf anderen Inseln der Philippinen vorkommt. Als Holotypus ist ein adultes Weibchen am Natural History Museum in London hinterlegt. Bei diesem handelt es sich um eines der von Chan gesammelten Tiere. Weitere Exemplare dieser Sammlung sind als Paratypen ebenfalls am Natural History Museum hinterlegt. Gleiches gilt für die von Rodriguez gesammelte Nymphe.

## Terraristik
Dares philippinensis kam als fünfte Art der Gattung in die europäische Terraristik. Die ersten Tiere wurden etwa 2010/2011 durch die niederländisch-belgische Phasma unter dem Namen Dares sp. „Philippinen“ verteilt. Die Art ist leicht zu halten und zu züchten, wenn eine höhere Luftfeuchtigkeit eingehalten und ein leicht feuchtes Substrat auf dem Boden angeboten wird. Gefressen werden Blätter von Haseln, Brombeeren sowie die von vielen anderen Rosengewächsen.
Von der Phasmid Study Group wird Dares philippinensis seit Mitte 2013 unter der PSG-Nummer 331 geführt.